# Mikkel Følsgaard
Mikkel Boe Følsgaard (ur. 1 maja 1984 w Rønne) – duński aktor filmowy i telewizyjny.
Za swoją debiutancką rolę króla Chrystiana VII w filmie Kochanek królowej (2012) Nikolaja Arcela zdobył Srebrnego Niedźwiedzia dla najlepszego aktora na 62. MFF w Berlinie. Później zagrał w takich filmach jak m.in.: Kobieta w klatce (2013) Mikkela Nørgaarda, Pole minowe (2015) Martina Zandvlieta i Znikasz (2017) Petera Schønau Foga. Wystąpił również w duńskich serialach telewizyjnych: Dicte (2013), Scheda (2014-17) i The Rain (2018).